# Septoria rudbeckiae
Septoria rudbeckiae är en svampart som beskrevs av Ellis & Halst. 1890. Septoria rudbeckiae ingår i släktet Septoria och familjen Mycosphaerellaceae.   Inga underarter finns listade i Catalogue of Life.